# Pierre de Coade

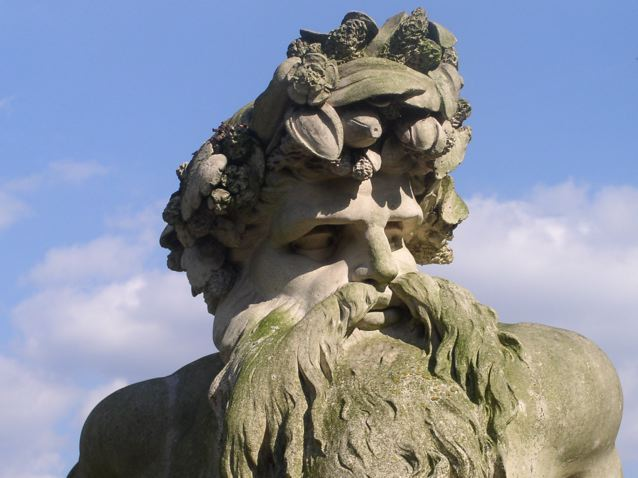
Father Thames, une sculpture en pierre de Coade par John Bacon, devant Ham House à Londres.

La pierre de Coade est une céramique qui a été décrite comme une pierre artificielle. Elle est fabriquée et commercialisée par Eleanor Coade, (1733-1821), de 1769 à 1833. L'accroissement du nombre de constructions dans le Londres des XVIIIe et XIXe siècles conduit à une forte demande d'ornement pour décorer et embellir les façades des immeubles et maisons d'architecture georgienne construites en briques. Les salles de démonstration de la compagnie d'Eleanor Coade, située Westminster Bridge Road, fournissent un large éventail de solutions clef en main pour les constructeurs et les architectes depuis de petites pierres pour des ornements entourant les portes ou les fenêtres, jusqu'à des façades entières. L'usine est située à Lambeth dans Londres à l'emplacement actuel du Royal Festival Hall.
La compagnie de Mrs Coade est d'abord florissante, elle compte parmi ses clients des architectes comme Robert Adam, certaines de ses œuvres sont commandées par des clients illustres, George III et d'autres membres de la haute noblesse du Royaume-Uni. Après la mort d'Eleanor Coade, la firme périclite et fait faillite en 1833.

## Histoire
La pierre de Coade n'est pas le premier matériau de ce type commercialisé au Royaume-Uni ; vers 1720, Richard Holt prend un brevet sur une pierre cuite mais de qualité moindre. D'autres constructeurs tentent aussi de se lancer dans ce commerce, le dernier connu est un certain Daniel Pincot. Aucun de ces matériaux n'atteint la qualité de la pierre de Coade et ces firmes font rapidement faillite.

## Le matériau

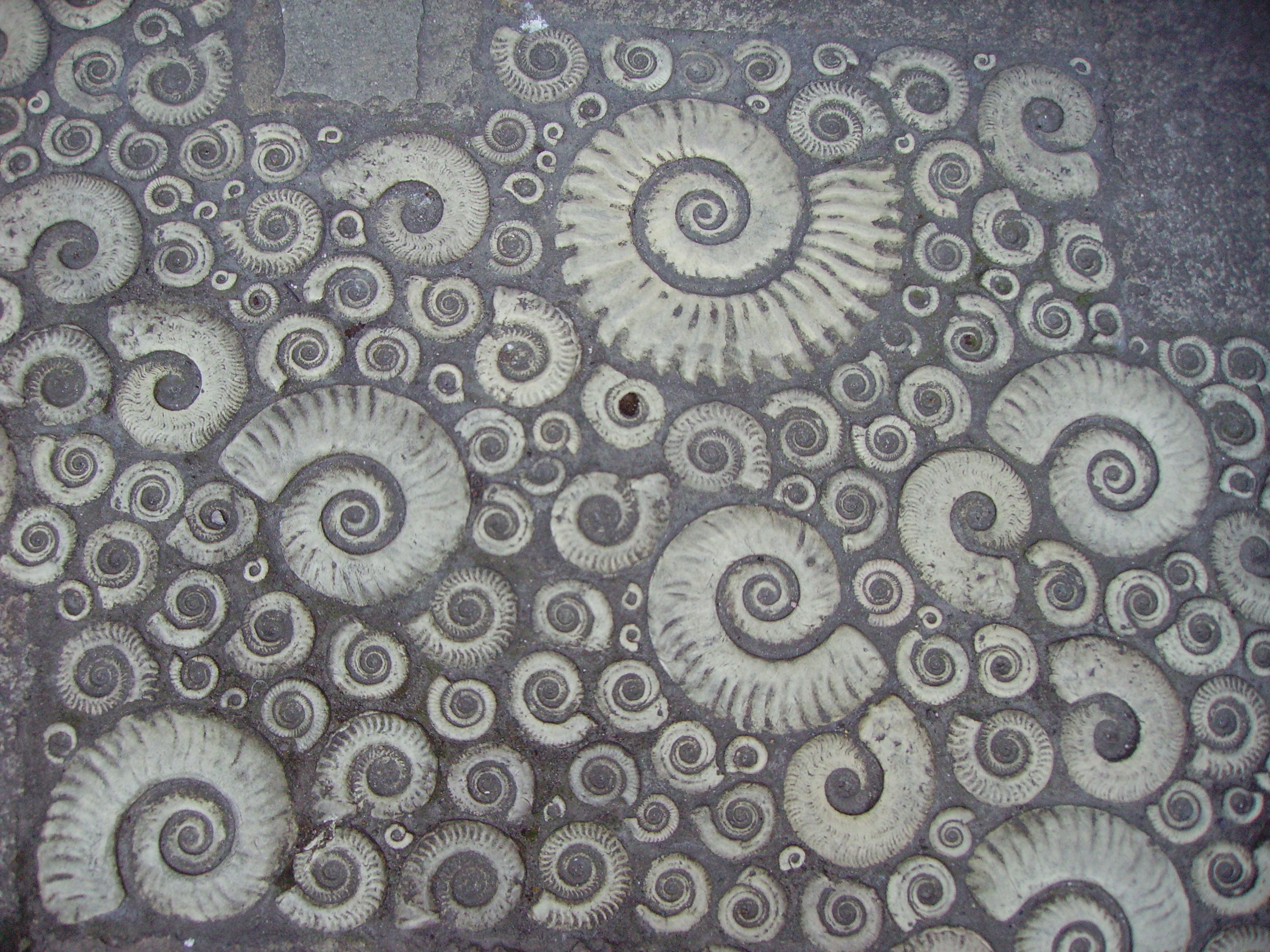
Ammonites sur la chaussée devant le musée Philpot, Lyme Regis.

La pierre de Coade est une forme de céramique proche des grès utilisé en poterie. Le nom utilisé par Mrs Coade Lithodipyra construit à partir du grec λιθος/δις/πυρα, pierre/deux/feux, est basé sur la constitution et le procédé de fabrication de cette pierre. Sa couleur varie du gris clair au jaune clair jusqu'au beige ; sa surface est d'un poli mat.
Sa facilité de moulage en fait un matériau idéal pour la fabrication d'ornements, y compris des façades entières, et de statues. Les moules peuvent être réutilisés un bon nombre de fois, permettant la fabrication d'objets identiques en série, le coût de création des moules peut être ainsi amorti.
Une des caractéristiques les plus intéressantes de la pierre de Coade est sa résistance aux intempéries et à l'atmosphère corrosive des villes. Des exemplaires existent encore après 170 ans sans trace apparente d'usure ou de détérioration.
Comme matériau la pierre de Coade a été remplacé par le ciment Portland, meilleur marché, à partir des années 1840 aucune œuvre majeure n'est construite en pierre de Coade.

### Constitution chimique
Contrairement à une croyance existant encore de nos jours, la recette pour la pierre de Coade est connue. Sa fabrication requiert des compétences spécialisées, en particulier un très bon contrôle des températures utilisées dans les fours de cuisson. 
La formule utilisée est :
- 10 % de grog
- 5-10 % de silex écrasé
- 5-10 % de quartz fin (pour réduire la diminution à la cuisson)
- 10 % de soude caustique réduite en poudre
- 60-70 % de ball clay du Dorset ou du Devon.

Le grog est constitué de céramique déjà cuite une fois et réduite en poudre et provient de cuisson de céramique présentant trop de défauts pour être utilisée. La cuisson dure 4 jours à une température de 1 100°. La présence de matériaux déjà cuits et déshydratés permet au mélange de se contracter de moins de 8 % pendant la cuisson.

## Exemple d'utilisation

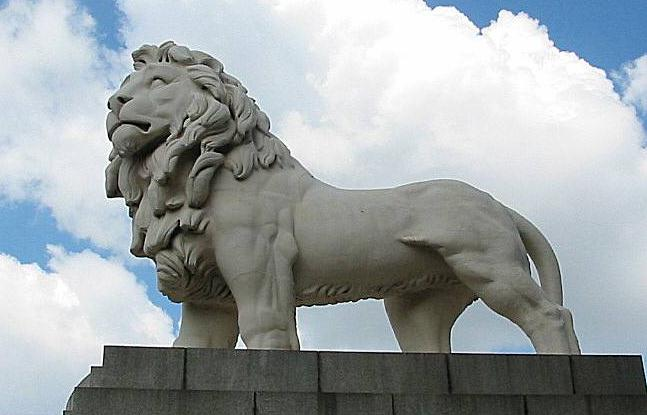
The Red Lion.

Un des exemplaires les plus connus est la statue de lion à l'extrémité sud de Westminster Bridge dans le centre de Londres, initialement située à la brasserie de l'Old Red Lion à Lambeth. La statue a été déplacée du sommet de la brasserie lorsqu'elle a été démolie dans les années 1950. Lors de son déplacement, les initiales du sculpteur et la date, 24 mai 1837, ont été trouvées sous une des pattes du lion. La statue a très bien résisté aux 170 années d'atmosphère corrosive de Londres ; la peinture rouge initiale de la statue a été supprimée pour faire apparaître la pierre de Coade.
Sont également réalisés en pierre de Coade :
- Les ornements du mémorial Nelson à Burnham Thorpe, remplacés par de la fibre de verre dans les années 1980 ;
- La façade de Schomberg House ;
- La tombe du capitaine Bligh ;
- L'entrée du zoo de Rio de Janeiro ;
- La cathédrale Saint-Paul de Londres ;
- La façade arrière du palais de Buckingham ;
- Le château Howard ;
- Les statues du lion et de la licorne sur leurs portes respectives aux jardins de Kew.

Plus de 650 pièces existent encore dans le monde.